# Асен Борисов
Асен Борисов е български футболист роден на 27 септември 1978 г. в град Дряново. Играе като вратар. Юноша на Локомотив (Дряново). Състезава се и в отборите на Янтра (Габрово), Павликени, Локомотив (София), Белите орли (Плевен) и отбори от долните дивизии на Германия.
След десет години странстване в края на сезон 2007/2008 се завръща в родния си отбор.
Има мачове за младежкия национален отбор на България.
Треньор в школата на Локомотив (Дряново)